# 270374 Paolomanente
270374 Paolomanente è un asteroide della fascia principale. Scoperto nel 2002, presenta un'orbita caratterizzata da un semiasse maggiore pari a 2,623476 UA e da un'eccentricità di 0,151310, inclinata di 5,481041° rispetto all'eclittica.
Paolo Manente (nato nel 1947) è un oncologo italiano ora in pensione; è stato preside e direttore dell'Unità Operativa di Oncologia Medica di Castelfranco Veneto. Ha pubblicato più di 200 articoli scientifici.